# Modisimus dilutus
Modisimus dilutus is een spinnensoort uit de familie trilspinnen (Pholcidae). De soort komt voor in Panama. 